# Orophotus
Orophotus is een vliegengeslacht uit de familie van de roofvliegen (Asilidae).

## Soorten
- O. bokorus Tomasovic & Smets, 2007
- O. chrysogaster Becker, 1925
- O. depulsus (Walker, 1864)
- O. fulvidus Becker, 1925
- O. gracilis Scarbrough & Duncan, 2004
- O. indianus Joseph & Parui, 1995
- O. mandarinus (Bromley, 1928)
- O. montanus (Ricardo, 1922)
- O. pilosus Scarbrough & Duncan, 2004
- O. univittatus Becker, 1925